# Lista över UN-nummer 0501 till 0600
Detta är en lista över UN-nummer 0501 till 0600

## UN 0501 till 0509[1]
| UN-nummer | Klass | Namn                                                                                |
| --------- | ----- | ----------------------------------------------------------------------------------- |
| UN 0501   | 1.4C  | Drivmedel, fast                                                                     |
| UN 0502   | 1.2C  | Raketer, med inert stridsdel                                                        |
| UN 0503   | 1.4G  | Säkerhetsutrustning, pyroteknisk                                                    |
| UN 0504   | 1.1D  | 1H-tetrazol                                                                         |
| UN 0505   | 1.4G  | Nödsignaler, för fartyg                                                             |
| UN 0506   | 1.4S  | Nödsignaler, för fartyg                                                             |
| UN 0507   | 1.4S  | Röksignaler                                                                         |
| UN 0508   | 1.3C  | 1H-hydroxybensotriazol, vattenfri, torr eller fuktad med mindre än 20 vikt-% vatten |
| UN 0509   | 1.4C  | Krut, röksvagt                                                                      |